# Editorial Ciencia Nueva
Editorial Ciencia Nueva S.L. fue una pequeña empresa editorial española fundada en 1965 y especializada en la edición de ensayo literario en general, historia y filosofía. Fue clausurada por el régimen franquista en 1970.

## Historia
Fue fundada en Madrid en octubre de 1965 como una sociedad mercantil de responsabilidad limitada. En su tiempo fue una verdadera palanca para la renovación de la cultura española y una plataforma para difusión de ideas democráticas.[cita requerida] Entre sus fundadores figuraba un grupo de doce jóvenes universitarios, algunos de los cuales contaban con importantes vinculaciones con el PCE: María Teresa Bort León, José Esteban Gonzalo, Valentina Fernández Vargas, Javier Gallifa Olive, Rosario de la Iglesia Ceballos, Alberto Méndez Borra, Luis Lorenzo Navarro, María Rosa de Madariaga Álvarez Prida, Jesús Munárriz, Lourdes Ortiz, Carlos Piera y Rafael Sarró Iparraguirre. A ese grupo se unió Jaime Ballesteros, histórico militante comunista. Su primer director fue Jesús Munárriz. Más tarde se fueron añadiendo otros nombres: Valeriano Bozal, Antonio Elorza, Domingo Plácido, Manuel Sacristán, Roberto Mesa, José Antonio Méndez y Rosario de la Iglesia. Alberto Corazón fue el responsable del diseño. De la importancia de la editorial hablan los 48 volúmenes publicados en 1968.
En 1969 hubo una fuerte conflictividad obrera y universitaria. Estas llevaron al régimen franquista a declarar el estado de excepción en todo el territorio nacional. Entre sus consecuencias se encuentra el cierre de la editorial Ciencia Nueva junto a otras tres: Ricardo Aguilera, Ediciones Halcón y Equipo editorial de San Sebastián. El régimen franquista también asfixiaba a ZYX y a Edicusa.
En 1970 se reabrió la editorial con un cambio en la dirección. Celso Fernández-Mayo dio un nuevo impulso, pero el control gubernamental impedía cualquier atisbo de recuperar las inversiones necesarias.[cita requerida]